# Kanton Auray
Der Kanton Auray (bretonisch Kanton An Alre) ist seit 1790 ein französischer Wahlkreis im Arrondissement Lorient im Département Morbihan und in der Region Bretagne. Sein Hauptort ist Auray.

## Geschichte
Der Kanton entstand am 15. Februar 1790. Von 1801 bis 2015 gehörten neun Gemeinden zum Kanton Auray. Mit der Neuordnung der Kantone in Frankreich wechselten Bono und Plougoumelen 2015 zum neuen Kanton Vannes-2.

## Gemeinden

### Kanton Auray seit 2015
Der Kanton besteht aus sieben Gemeinden mit insgesamt 34.315 Einwohnern (Stand: 1. Januar 2022) auf einer Gesamtfläche von 128,60 km²:
| Gemeinde            | Bretonisch        | Einwohner (2022) | Fläche (km²) | Code postal | Code Insee |
| ------------------- | ----------------- | ---------------- | ------------ | ----------- | ---------- |
| Auray               | An Alre           | 14.417           | 6,91         | 56400       | 56007      |
| Crach               | Krac'h            | 3.458            | 30,54        | 56950       | 56046      |
| Locmariaquer        | Lokmaria-Kaer     | 1.567            | 10,99        | 56740       | 56116      |
| Plumergat           | Pluvergad         | 4.199            | 41,94        | 56400       | 56175      |
| Pluneret            | Plunered          | 6.257            | 26,20        | 56400       | 56176      |
| Saint-Philibert     | Sant-Filberzh     | 1.580            | 7,05         | 56470       | 56233      |
| Sainte-Anne-d’Auray | Santez-Anna-Wened | 2.837            | 4,97         | 56400       | 56263      |
| Kanton Auray        | An Alre           | 34.315           | 128,60       | -           | 5602       |

### Kanton Auray bis 2015
Der Kanton Auray umfasste bis zur landesweiten Neugliederung der Kantone 2015 neun Gemeinden auf einer Fläche von 155,86 km²: Auray (Hauptort), Bono, Crach, Locmariaquer, Plougoumelen, Plumergat, Pluneret,   Sainte-Anne-d’Auray und Saint-Philibert.

## Bevölkerungsentwicklung
| 1962   | 1968   | 1975   | 1982   | 1990   | 1999   | 2006   | 2012   |
| ------ | ------ | ------ | ------ | ------ | ------ | ------ | ------ |
| 19.190 | 19.577 | 22.393 | 23.851 | 26.146 | 28.342 | 32.804 | 35.405 |